# زیگبرت تاراش
زیگبرت تاراش (به آلمانی: Siegbert Tarrasch) [zi:ɡbɐt taraʃ] (زادهٔ ۵ مارس ۱۸۶۲ در وروتسلاو — درگذشتهٔ ۱۷ فوریهٔ ۱۹۳۴ در مونیخ) پزشک و شطرنجباز برجستهٔ آلمانی بود. تاراش یک یهودی بود ولی در ۱۹۰۹ به مسیحیت گروید.
وی در ۱۸۸۳ (میلادی) به عنوان استاد شطرنج آلمان دست یافت. دفاع تاراش که از گشایش‌های معروف بازی شطرنج است، گشایش مورد علاقهٔ تاراش در برابر گامبی وزیر بود. همچنین در دفاع فرانسوی و بازی اسپانیایی تاراش دارای واریاسون‌هایی به نام خود است. وی چند ترکیب فراموش‌نشدنی نیز در بازی‌های خود به نمایش گذاشته.
از او کتاب‌های متعددی در مورد شطرنج به جای مانده، ازجمله:
- سیصد بازی شطرنج (۱۸۹۵)
- شطرنج مدرن (۱۹۱۲)
- بازی شطرنج (۱۹۳۱)